# Milan Pour
Milan Pour (* 6. června 1965 Čáslav) je český politik a manažer, v letech 2017 až 2021 poslanec Poslanecké sněmovny PČR, od roku 2024 zastupitel Středočeského kraje, v letech 2014 až 2018 a opět od roku 2022 starosta města Milovice, člen hnutí ANO.

## Život
Vystudoval Gymnázium Praha 9 a následně Vysokou školu zemědělskou v Praze (získal titul Ing.). Poté absolvoval studijní pobyt na Institutu tropického a subtropického zemědělství, kde pokračoval ve formě aspirantského studia.
Od roku 1992 se zabývá obchodní činností. Začínal jako manažer zahraniční potravinářské firmy, poté pracoval jako manažer ve Vitaně Byšice a.s., dále v Čokoládovnách a.s.. Zhruba deset let podnikal soukromě, kde pracoval jako ředitel firmy na podporu prodeje a posléze i jednatel společnosti. V roce 2010 se rozhodl podnikat jako OSVČ v oblasti analýzy prodeje potravinářských výrobků.
Milan Pour prožil polovinu života v Praze, už přes 25 let však žije ve městě Milovice na Nymbursku. Je ženatý, má syna a dceru.

## Politické působení
Od roku 2012 je členem hnutí ANO 2011, ve kterém je předsedou místní organizace Milovice. V komunálních volbách v roce 2014 byl za hnutí ANO 2011 zvolen zastupitelem města Milovice, a to z pozice lídra kandidátky. Dne 10. listopadu 2014 se navíc stal starostou města.
Milan Pour ve volbách do Poslanecké sněmovny v roce 2017 kandidoval za hnutí ANO 2011 ve Středočeském kraji na 10. místě (skončil jako první náhradník). V listopadu 2017 se však kvůli souběhu funkcí hejtmanky a poslankyně vzdala poslaneckého mandátu Jaroslava Pokorná Jermanová a dne 24. listopadu 2017 se tak stal poslancem.
V komunálních volbách v roce 2018 obhájil z pozice lídra kandidátky hnutí ANO 2011 post zastupitele města Milovice. Novým starostou však byl dne 15. listopadu 2018 zvolen Lukáš Pilc.
Ve volbách do Poslanecké sněmovny PČR v roce 2021 kandidoval za hnutí ANO 2011 na 23. místě ve Středočeském kraji, ale neuspěl (skončil jako 15. náhradník).
V komunálních volbách v roce 2022 obhájil z pozice lídra kandidátky hnutí ANO 2011 post zastupitele města Milovice. Dne 31. října 2022 se navíc stal starostou města.
V krajských volbách v roce 2024 byl zvolen zastupitelem Středočeského kraje.